# Élection présidentielle sud-coréenne de 1997
L'élection présidentielle sud-coréenne de 1997 s'est déroulée en Corée du Sud le 19 décembre 1997.

## Contexte
Conformément à la Constitution qui limite l'exercice de la fonction présidentielle à un seul mandat, le président Kim Young-sam ne se représente pas.

## Résultats
| Président                      | Président                      | Parti                                        | Voix       | %        |
| ------------------------------ | ------------------------------ | -------------------------------------------- | ---------- | -------- |

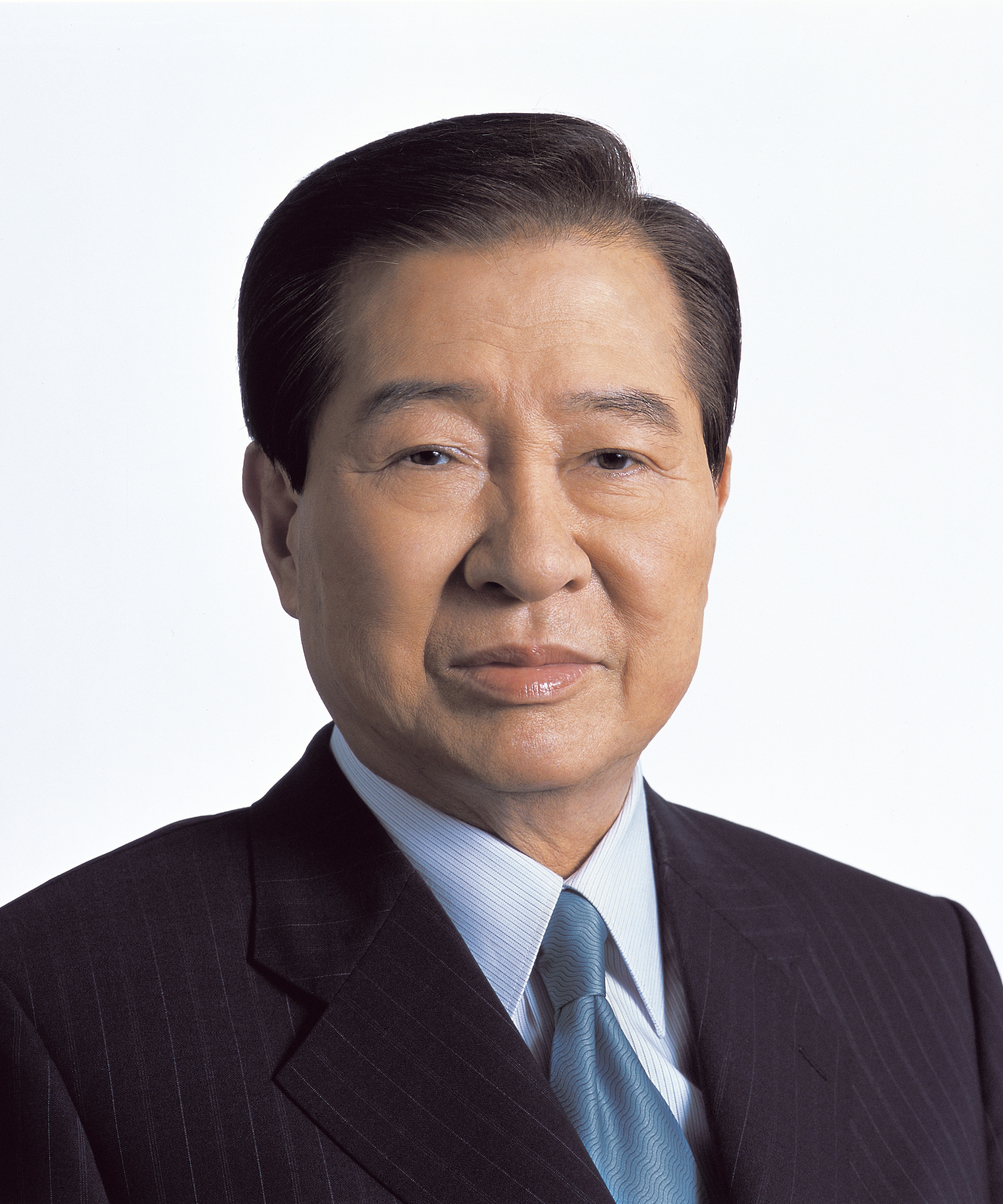
Kim Dae-jung a été élu président lors de cette élection.

|                                | Kim Dae-jung                   | Congrès national pour une nouvelle politique | 10 326 275 | 40,3 %   |
|                                | Lee Hoi-chang                  | Grand Parti national                         | 9 935 718  | 38,7 %   |
|                                | Lee In-je                      | New People Party                             | 4 925 591  | 19,2 %   |
|                                | Kwon Young-ghil                | Parti démocratique du travail de Corée       | 306 026    | 1,2 %    |
|                                | Huh Kyung-young                | Parti démocratique républicain               | 32 918     | 0,13 %   |
|                                | Shin Jeong-il                  | Parti de l'unification coréenne              | 11 901     | 0,05 %   |
|                                | Kim Han-sik                    | Honest Politics Unite                        | 5 741      | 0,02 %   |
|                                | Bulletins invalides            | -                                            | 400 195    | -        |
| Total (participation : 80,7 %) | Total (participation : 80,7 %) | Total (participation : 80,7 %)               | 26 042 633 | 100,00 % |